# Victor Galippe
Marie Louis Victor Galippe (né à Grandvilliers le 29 mai 1848 et mort à  Auteuil en  février 1922 ) est un microbiologiste français et un  médecin. Il a mené des expériences sur la microbiologie dans la vie humaine et  publié des notes sur divers sujets dont l'hygiène dentaire.

## Biographie
Né d'un pharmacien à Grandvilliers, Marie Louis Victor Galippe a étudié à l'École Supérieure de Pharmacie et est devenu pharmacien avant de poursuivre des études de médecine. Il a démontré en expérimentant sur lui-même que le sulfate de cuivre n'était pas aussi toxique qu'on le pensait. Il a ensuite fait des études en bactériologie et s'est spécialisé en santé dentaire,. 
Parmi ses autres études, Galippe a examiné les bactéries présentes dans diverses parties des plantes alimentaires cultivées. Il a essayé de cultiver des légumes avec des eaux usées, puis a coupé les parties des plantes au-dessus du sol et les a testées aux bactéries en les cultivant. Galippe a découvert que les bactéries présentes dans les eaux usées pénétraient tous les tissus végétaux à l'exception de l'ail,,. Galippe a également examiné des micro-organismes conservés dans de l'ambre fossile,.
Galippe a récupéré des bactéries à partir de calculs biliaires et a émis l'hypothèse qu'elles étaient produites par des bactéries. Cette théorie de la causalité bactérienne des calculs biliaires a cependant peu de soutien, bien que des bactéries viables aient été trouvées dans les calculs, même dans des études ultérieures,

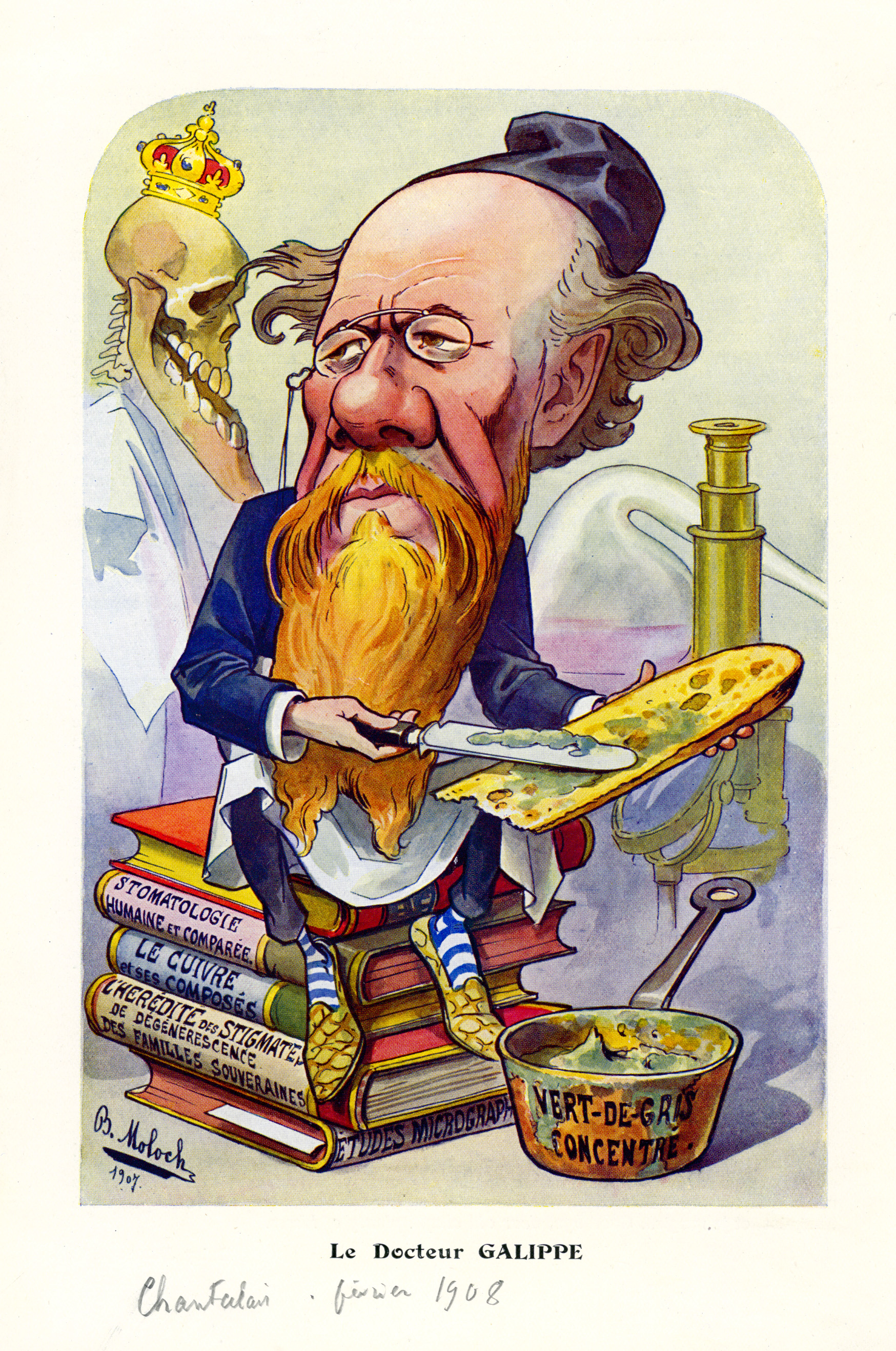
Caricature du Dr Victor Galippe par Hector Moloch, 1908.

## Publications
- Étude toxicologique sur le cuivre et ses composés, Paris, Masson, 1875 Lire en ligne.
- Note sur la présence du cuivre dans l'extrait de quinquina, Paris, Davy, 1882 Lire en ligne sur Gallica.
- Note sur la présence du cuivre dans les céréales, la farine, le pain et diverses autres substances alimentaires, Paris, Masson, 1883 (extrait de la Revue d'hygiène, no 1, 20 janvier 1883) Lire en ligne sur Gallica.
- « De l’obsession dentaire. Des ulcérations imaginaires de la langue considérées comme des phénomènes d’ordre neuro-pathologique », dans Revue odontologique, no 10, avril 1891, p. 125-137.
- L'hérédité des stigmates de dégénérescence et les familles souveraines, préface d'Henri Bouchot, Paris, Masson, 1905, XVI-455 p. Lire en ligne sur Gallica.
- À propos de la stomatite dite aphteuse ; Sur la culture des microzymas de Béchamp, Paris, L. Maretheux, 1913 (extrait du Bulletin de l'Académie de médecine, 13 mai 1913) Lire en ligne sur Gallica.